# Kelly Isaiah Ogbebor
Kelly Isaiah Ogbebor   (Benin City, 1993) és un cantant i músic català d'origen nigerià. Viu a Lleida des que tenia deu anys. És vocalista i membre fundador de la banda lleidatana de reggae en català Koers, creada el 2014; ha publicat dos discs i un EP amb aquest grup. L'any 2020, va guanyar la setena edició del concurs musical La Voz d'Antena 3, havent passat pels equips d'Alejandro Sanz, Míriam Rodríguez i Laura Pausini.

## Discografia

### Amb Koers
- Unbroken (2017, Halley Records)
- Des de les cendres (EP, 2019, Halley Records)
- That Day (2020, Halley Records)

### En solitari
- Un sueño (2021, Universal Music Spain, single)